# Callionima grisescens
Callionima grisescens är en fjärilsart som beskrevs av Rothschild 1894. Callionima grisescens ingår i släktet Callionima och familjen svärmare. Inga underarter finns listade i Catalogue of Life.

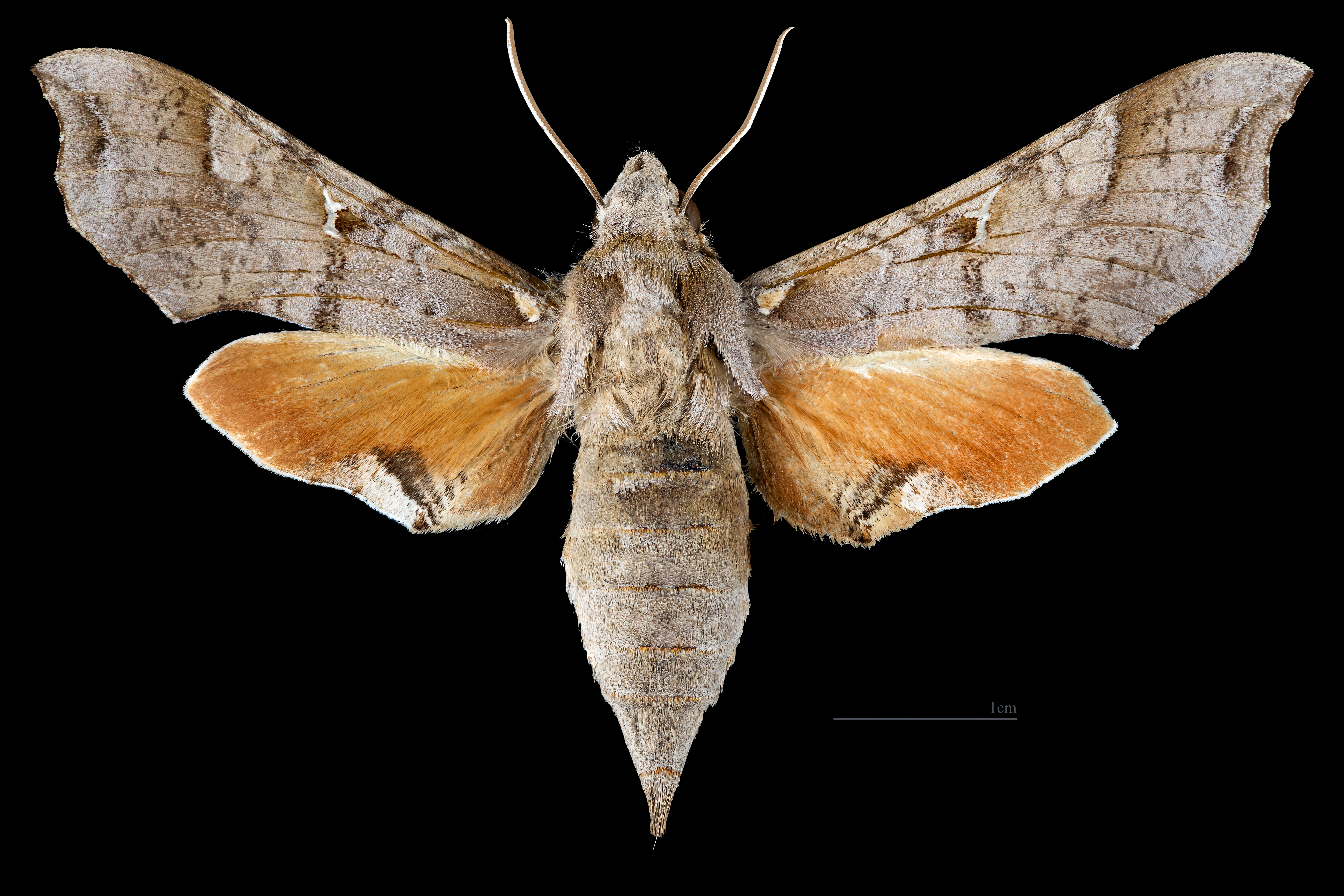
Callionima grisescens ♀
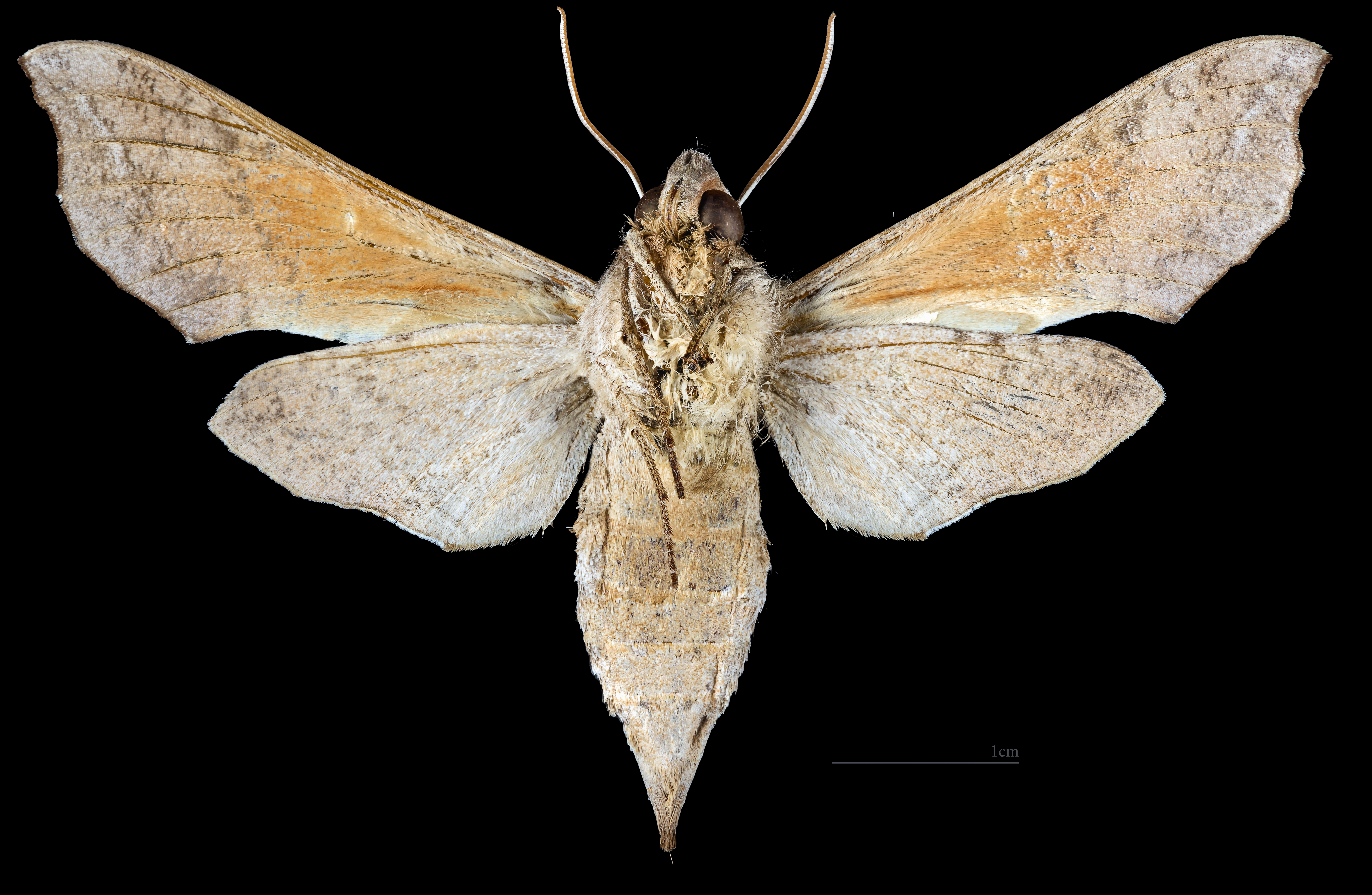
Callionima grisescens  ♀ △